# Vollmersweiler
Vollmersweiler là một đô thị thuộc huyện Germersheim, bang Rheinland-Pfalz, phía tây nước Đức. Đô thị Vollmersweiler có diện tích 2,18 km², dân số thời điểm ngày 31 tháng 12 năm 2006 là 226 người.
Đô thị Vollmerweiler nằm ở phía nam vùng Palatinate giữa Karlsruhe và Landau. 